# Isla Marchena
La isla Marchena es una isla perteneciente a Ecuador, ubicada en el centro de las islas Galápagos, en el océano Pacífico. Llamada en honor del monje español fray Antonio de Marchena, tiene una superficie de 130 km², lo que la convierte en la séptima isla más grande del grupo, y posee una altitud máxima de 343,5 metros.
No hay sitios para visitantes en esta isla, aunque es posible bucear en las aguas alrededor de Marchena en excursiones organizadas y debidamente autorizadas. La mayoría de los visitantes sólo la ven si viajan en barco al norte de la isla Isabela en el camino hacia la isla Torre, su vecino más cercano a unas 45 millas al oeste.
Al igual que muchas de las Galápagos, que son islas de volcanes, Marchena tiene una caldera. La caldera de Marchena es de aproximadamente 7 km de largo por 6 de ancho, y tiene forma elíptica, y en la gama de tamaños de las calderas es clasificada como grande. La caldera de Marchena es inusual, en el sentido de que ha sido casi completamente llenada de lavas jóvenes, algunas de las cuales se han extendido hacia abajo y hacia los lados. Las más antiguas lavas son de hace 500 000 años.
Otra razón por la que la isla Marchena es tan conocida es que, si bien está deshabitada, fue envuelta en el llamado Misterio Floreana. Los cadáveres de Rudolf Lorenz y el capitán de un buque fueron llenados de lava misteriosamente en la costa de la isla y fueron momificados naturalmente, y como no hay depredadores naturales, fueron encontrados aquí. 